# Gianyar (regentschap)
Gianyar  is een Indonesisch regentschap (kabupaten) in de provincie Bali op het gelijknamige eiland.
Gianyar is bekend om zijn culturele steden Sukawati, Batubulan, Celuk, Batuan, Mas, Peliatan, Pengosekan en Ubud.